# Abadía de Notre-Dame du Val-Profond
La abadía de Notre-Dame du Val-Profond es una antigua abadía fundada en el siglo XII en Bièvres, en el actual departamento de Essonne.

## Historia
Tomó el nombre de Val-de-Grâce a finales del siglo XV o principios siglo XVI.
Fue trasladada a París, en los terrenos del antiguo Hôtel du Petit-Bourbon en 1621 para convertirse en la abadía real de Val-de-Grâce, bajo la protección de Ana de Austria.
Después del traslado a París, la propiedad fue cedida a Georges Mareschal, señor de Bièvres y primer cirujano del rey Luis XIV, en 1725.
Fue propiedad del escritor Frédéric Soulié.
Hoy sólo quedan los restos de las edificaciones. la masía, algunos inicios de los arcos del claustro, fragmento de la iglesia, y otros elementos arquitectónicos, así como los restos de la losa funeraria de Marguerite le Jongleux, natural de París de la abadía de Montmartre para trabajar por la reforma de la abadía, renunciando siguió siendo madre antigua hasta su muerte.

## Designación
- Abbatia Sanctae Mariae Vallis Gratiae : Abadía de Santa María de Val-de-Grâce ;
- Abbatia Vallis Gratiae Beatae Mariae ad Praesepe : abadía de Val-de-Grâce de la Santísima María en el Pesebre.

## Lista de abadesas
- 1204-12?? : Marie I
- 12??-1213 : Étiennette de Villeneuve
- 1213-1232 : Édouarde
- 1232-1282 : Marie II
- 1282-1300 : Agnès
- 1300-1349 : Jeanne I
- 1349-1377 : Mabille de Champlâtreux
- 1377-1399 : Denise La Ninode
- 1399-1401 : Jeanne II La Ninode
- 1401-1440 : Marguerite I du Rouvray
- 1440-1451 : Marguerite II de Prez
- 1451-1469 : Jeanne III Hermade
- 1469-1480 : Guillemette de Sully
- 1480-1481 : Philippa de Rondon
- 1481-1494 : Antoinette de Conan
- 1494-1511 : Catherine de Torcy
- 1511-1515 : Jacqueline de Ballieu
- 1515-1520 : Anne I de Broyes
- 1520-1541 : Ursule Enjorrant
- 1541-1545 : Marguerite III Le Jongleux
- 1545-1558 : Isabelle Charles
- 1558-1568 : Anne II de Harville
- 1568-1574 : Françoise Jabin
- 1574-1576 : Anne III Le Bret
- 1576-1613 : Louise I de Reilhac
- 1613-1618 : Hélène Brunet
- 1618-1621 : Marguerite IV de Vény d'Arbouze, transfert à Paris.

## Monjas y personalidades famosas
- Hildegarde de Senlis, monja trasladada en 1132 como primera abadesa de la abadía de Notre-Dame d'Yerres.[3]
- Margarita de Veny d'Arbouze (1580-1626) : primera abadesa y reformadora de la abadía real de Val de Grâce.[4]